# Dagstorps mosse
Dagstorps mosse este o arie protejată (arie specială de conservare — SAC, sit de importanță comunitară — SCI) din Suedia întinsă pe o suprafață de 5,8 ha, integral pe uscat.

## Localizare
Centrul sitului Dagstorps mosse este situat la coordonatele 55°48′49″N 13°04′19″E / 55.8135°N 13.0719°E.

## Înființare
Situl Dagstorps mosse a fost declarat sit de importanță comunitară în decembrie 1995 pentru a proteja 1 specie de animale. Situl a fost protejat și ca arie specială de conservare în martie 2011.

## Biodiversitate
Situată în ecoregiunea continentală, aria protejată conține 4 habitate naturale: Pajiști fino-scandinave uscate până la mezice, bogate în specii de altitudine mică, Mlaștini turboase de tranziție și turbării mișcătoare, Pajiști cu Molinia pe soluri calcaroase, turboase sau argilos-nămoloase (Molinion caeruleae), Mlaștini alcaline.
La baza desemnării sitului se află o specie protejată de  nevertebrate: Vertigo geyeri.